# Laurel Collins
Pour les articles homonymes, voir Collins.
Laurel Collins (née le 7 mai 1984) est une enseignante et une femme politique canadienne. Elle représente la circonscription britanno-colombienne de Victoria à titre de députées néo-démocrate de 2019 à 2025.

## Biographie
Collins naît à Kispiox dans le nord de la Colombie-Britannique, dans une famille de trois enfants et de parents enseignant. Ces derniers se séparent alors qu'elle est encore un bébé, ce qui amène Collins à s'établir dans plusieurs communautés à travers la province dont sur l'Île Saltspring, à Alert Bay et à Port Hardy. S'établissant ensuite à Sussex dans le Nouveau-Brunswick, elle étudie à l'université de King's College et à l'université Dalhousie à Halifax en Nouvelle-Écosse. Elle réalise ensuite une maitrise en Human Security and Peacebuilding à l'université Royal Roads de Victoria.
Œuvrant dans le domaine social entre autres pour l'organisme Victoria Women in Need et au Haut Commissariat des Nations unies pour les réfugiés (UNHCR) pour venir en aide aux réfugiés du nord de l'Ouganda, elle devient ensuite enseignante à l'université de Victoria de 2014 à 2019. En 2015, elle copublie Women, Adult Education, and Leadership in Canada et remporte le prix Victoria Community Leadership Award in Sustainability and Community Building.
Débutant une carrière publique en siégeant au conseil municipal de Victoria, elle entre en politique fédérale et à titre de députée fédérale du Nouveau Parti démocratique dans la circonscription de Victoria en 2019. Elle est réélue en 2021.
Dans le caucus néo-démocrate, elle occupe le poste de critique en matière d'Environnement et de Changement climatique ainsi que de vice-présidente du caucus du parti.